# Selenops wilmotorum
Selenops wilmotorum is een spinnensoort in de taxonomische indeling van de Selenopidae.
De spin komt voor in Jamaica.
Het dier behoort tot het geslacht Selenops. De wetenschappelijke naam van de soort werd voor het eerst geldig gepubliceerd in 2011 door Sarah C. Crews.